# Taram et le Chaudron magique (album)
Pour l’article homonyme, voir Taram et le Chaudron magique.
Albums de Douchka
Élémentaire, mon cher Baloo
(1984) Basil
(1986)
Singles
1. Zorro... Je Chante parce que je t'aime
Sortie : 1985
2. (La Chanson de) Zorro
Sortie : 1985
3. Taram et le Chaudron magique
Sortie : 1985
4. Davy Crockett
Sortie : 1986

Taram et le Chaudron magique est le second album studio de la chanteuse française Douchka, ambassadrice de Walt Disney en France, sorti en 1985.

## Univers
Le titre de l'album fait référence au film homonyme Taram et le Chaudron magique (The Black Cauldron), 32e long-métrage d'animation et 25e « Classique d'animation » des studios Disney, sorti en 1985 à la même période.
Cet album et la chanson homonyme sont d'ailleurs naturellement destinés à promouvoir la sortie du film dans les salles obscures.

## Fiche technique
- Production et réalisation : Humbert « Mémé » Ibach et Charles Rinieri
- Arrangements et direction : J. Claudric, D. Perrier, F. Bacri
- Son : Philippe Manin, Eric Arburger
- Mixage : René Ameline (studio Ferber), Dominique Poncet (studio des Dames)
- Gravure : André Perillat - Master One
- Photos : Bernard Leloup
- Illustrations : Jean-Claude Gibert sur une idée de H. Ibach
- Musiciens
  - Basse : Y. Top
  - Batterie : C. Salmieri
  - Synthétiseur : Roland Romanelli
  - Guitare : S. Pezin
  - Chœurs : Georges et Michel Costa, Francine et Dominique

## Titres
1. Taram et le Chaudron magique (P. et L. Sebastian - C. Lemesle - H. Ibach) 4:15
2. O.K. les Mickey (C. Morgan / C. Lemesle - H. Ibach) 3:35
3. Davy Crockett (C. Bruns / T. Blackburn - adapt : F. Blanche) 3:00
4. J'te joue gagnant (Browder - Darnell / Lemesle - Ibach) 4:06
5. Copain-copain (D. Barbelivien - C. Rinieri / C. Lemesle - H. Ibach) 3:15
6. Alpha BD (D. Barbelivien - C. Rinieri / M. Jouveaux - H. Ibach) 3:16
7. Zorro (N. Foster / G. Bruns - adapt : G. Bertret - A. Salvet) 4:07
8. Flash (J. Claudric - C. Rinieri / C. Lemesle - H. Ibach) 3:06
9. Je chante parce que je t'aime (C. Morgan / C. Lemesle - H. Ibach) 3:57
10. Danse avec la vie (J. Claudric - C. Rinieri / C. Lemesle - H. Ibach) 2:50
11. On est toutes Blanche-Neige (L. Morey / F. Churchill - adapt : J. Cis - C. Rinieri - J.L. Drion - H. Ibach - C. Lemesle) 3:51

## Singles
- Zorro... Je chante parce que je t'aime - 1985 (classée no 49 en France)[1]
- La Chanson de Zorro - 1985 (classée no 16 en France)
- Taram et le Chaudron magique - 1985 (classée no 24 en France)
- Davy Crockett - 1986